# Église Saint-Michel-et-Saint-Gabriel de Banatsko Aranđelovo
Pour les articles homonymes, voir Église Saint-Michel-et-Saint-Gabriel.
L'église Saint-Michel-et-Saint-Gabriel de Banatsko Aranđelovo (en serbe cyrillique : Црква Светих Архангела Михаила и Гаврила у Банатском Аранђелову ; en serbe latin : Crkva Svetih Arhangela Mihaila i Gavrila u Banatskom Aranđelovu) est une église orthodoxe serbe située à Banatsko Aranđelovo, dans la province autonome de Voïvodine, dans la municipalité de Novi Kneževac et dans le district du Banat septentrional en Serbie. Elle est inscrite sur la liste des monuments culturels protégés de la république de Serbie (identifiant no SK 1691).

## Présentation
L'église, dédiée aux archanges saint Michel et saint Gabriel, a été construite entre 1822 et 1827,. Le clocher de l'église, haut d'environ 36 m, a été érigé en 1857.
L'iconostase et les peintures murales ont été peintes par Nikola Aleksić en 1839. Les fresques des voûtes et les icônes des murs ont été peintes par Stevan Aleksić en 1908.